# FK Okjetpes Kökşetaw (féminines)
Maillots
Actualités
Le Okjetpes Kökşetaw Fýtbol Klýby (en kazakh : Оқжетпес Көкшетау футбол клубы), plus couramment abrégé en Okjetpes Kökşetaw, est un club kazakh féminin de football fondé en 2002 et basé dans la ville de Kökşetaw.
C'est la section féminine du FK Okjetpes Kökşetaw.

## Histoire
Après sa deuxième place en championnat en 2020, Okjetpes participe à la Ligue des champions 2021-2022. Elles sont éliminées dès le 1er tour par Arsenal (4-0).

## Palmarès
| Compétitions nationales                                                                           |
| ------------------------------------------------------------------------------------------------- |
| - Championnat du Kazakhstan féminin : - Vice-champion : 2008, 2009, 2017, 2018, 2019, 2020, 2022. |